# 安房寬帶船蛸
安房寬帶船蛸（學名：Obinautilus awaensis）為一種滅絕種章魚。本種於1983年發表描述，基於自上新世Senhata組日本房總半島出土的化石材料上。
本分類單元的原初描述劃為船蛸屬的種類之一，然而此後就移動到寬帶船蛸屬。